# 肥前国分寺跡

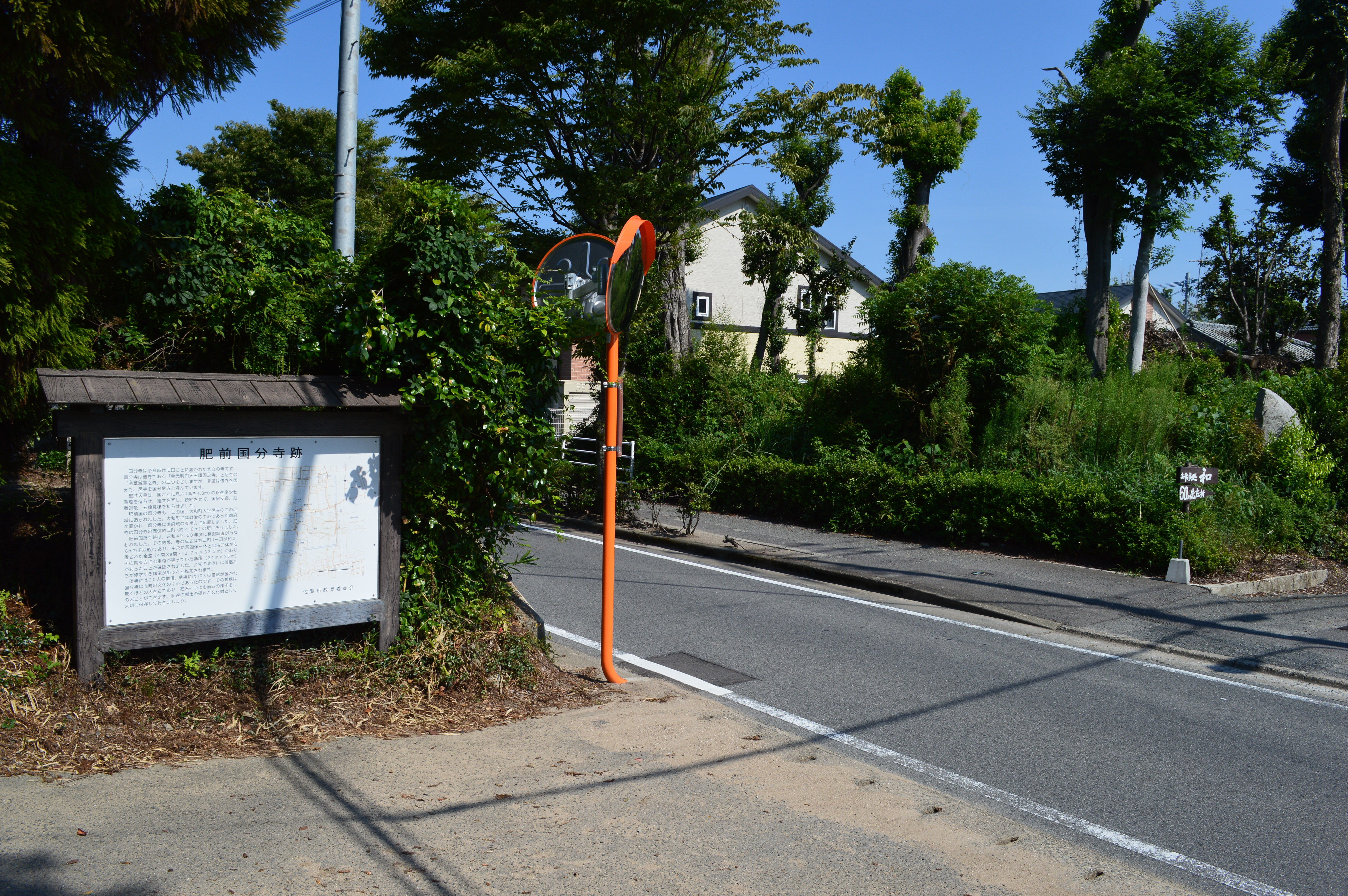
肥前国分寺跡

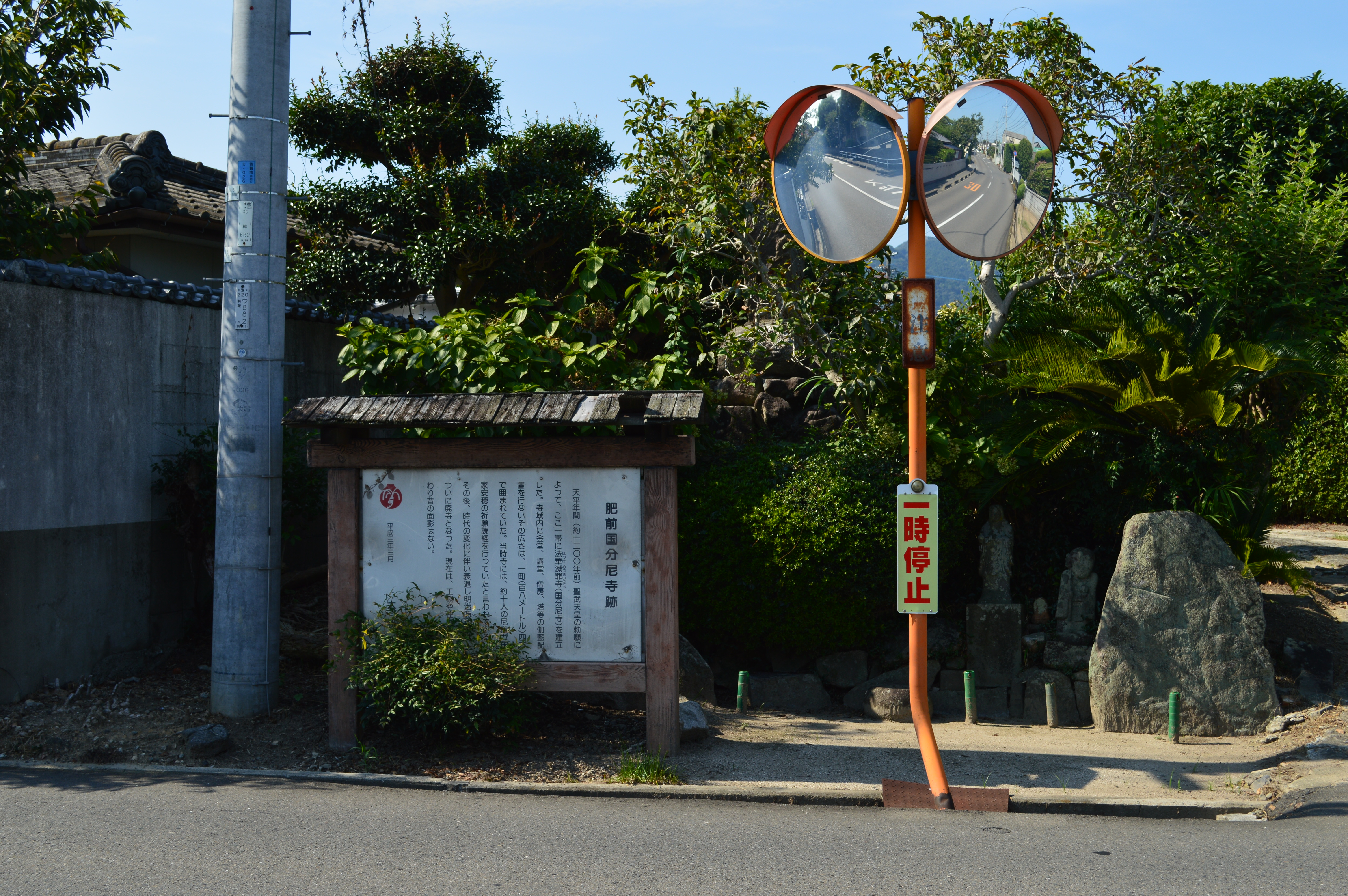
肥前国分尼寺跡

肥前国分寺跡（ひぜんこくぶんじあと）は、佐賀県佐賀市大和町にある寺院跡。現在は佐賀市の史跡に指定されている。
奈良時代に聖武天皇の詔により日本各地に建立された国分寺のうち、肥前国国分寺の寺院跡にあたる。本項では肥前国分尼寺跡についても解説する。

## 概要
佐賀市北部、北方1キロメートルに山を控える傾斜地に位置する。東に僧寺跡、西に尼寺跡があり、現在も「尼寺（にいじ）」や「国分北」「国分南」という地名に名残を伝えている。両寺跡は住宅街の中にあるため、史跡整備はされていない。
聖武天皇の詔による建立とされるが、創建の記録は残っていない。国分寺は鎌倉時代には地頭職に国分氏の名も見え、かなりの勢力を持っていたとされる。その後、南北朝時代から室町時代にかけて衰退したと見られている。江戸時代の寛政4年（1792年）の絵図には当時の寺域が描かれているが、創建時からはかなりの縮小が指摘される。

## 伽藍
寺域は方2町（約216メートル四方）。伽藍配置は中門・金堂・講堂を一直線に配置し、中門左右から出た回廊がこれらを囲むと推定される。塔は金堂の南東方に配置された。その版築基壇は全国国分寺のうちでも最大規模で、七重塔と想定される。僧寺の東方では、4基の瓦窯も見つかっている。

## 肥前国分尼寺跡
尼寺跡は僧寺跡の西方に推定されている。寺域は1町四方（約108メートル四方）。

## 文化財

### 佐賀市指定史跡
- 肥前国分寺跡 - 1990年5月30日指定。

## 現地情報
所在地
- 国分寺跡：佐賀県佐賀市大和町尼寺字真島（北緯33度18分49.97秒 東経130度17分14.85秒 / 北緯33.3138806度 東経130.2874583度座標: 北緯33度18分49.97秒 東経130度17分14.85秒 / 北緯33.3138806度 東経130.2874583度）
- 国分尼寺跡：佐賀県佐賀市大和町尼寺（北緯33度18分48.07秒 東経130度16分59.93秒 / 北緯33.3133528度 東経130.2833139度）

周辺
- 肥前国庁跡（佐賀県佐賀市大和町大字久地井、北緯33度19分0.94秒 東経130度16分26.45秒 / 北緯33.3169278度 東経130.2740139度） - 肥前国政庁跡。

国府について『肥前国風土記』に記録がない。『和名抄』に「乎岐国府」（おぎ）とある。しかし、奈良時代には久池井に置かれていたので移転したと推定される。
- 印鑰神社（佐賀県佐賀市大和町大字尼寺、北緯33度18分45.16秒 東経130度16分50.52秒 / 北緯33.3125444度 東経130.2807000度） - 肥前国府の印・鑰（鍵）を保管した所とされる[4]。
- 與止日女神社（佐賀県佐賀市大和町川上）- 肥前国一宮。